# Monnaie numérique de banque centrale

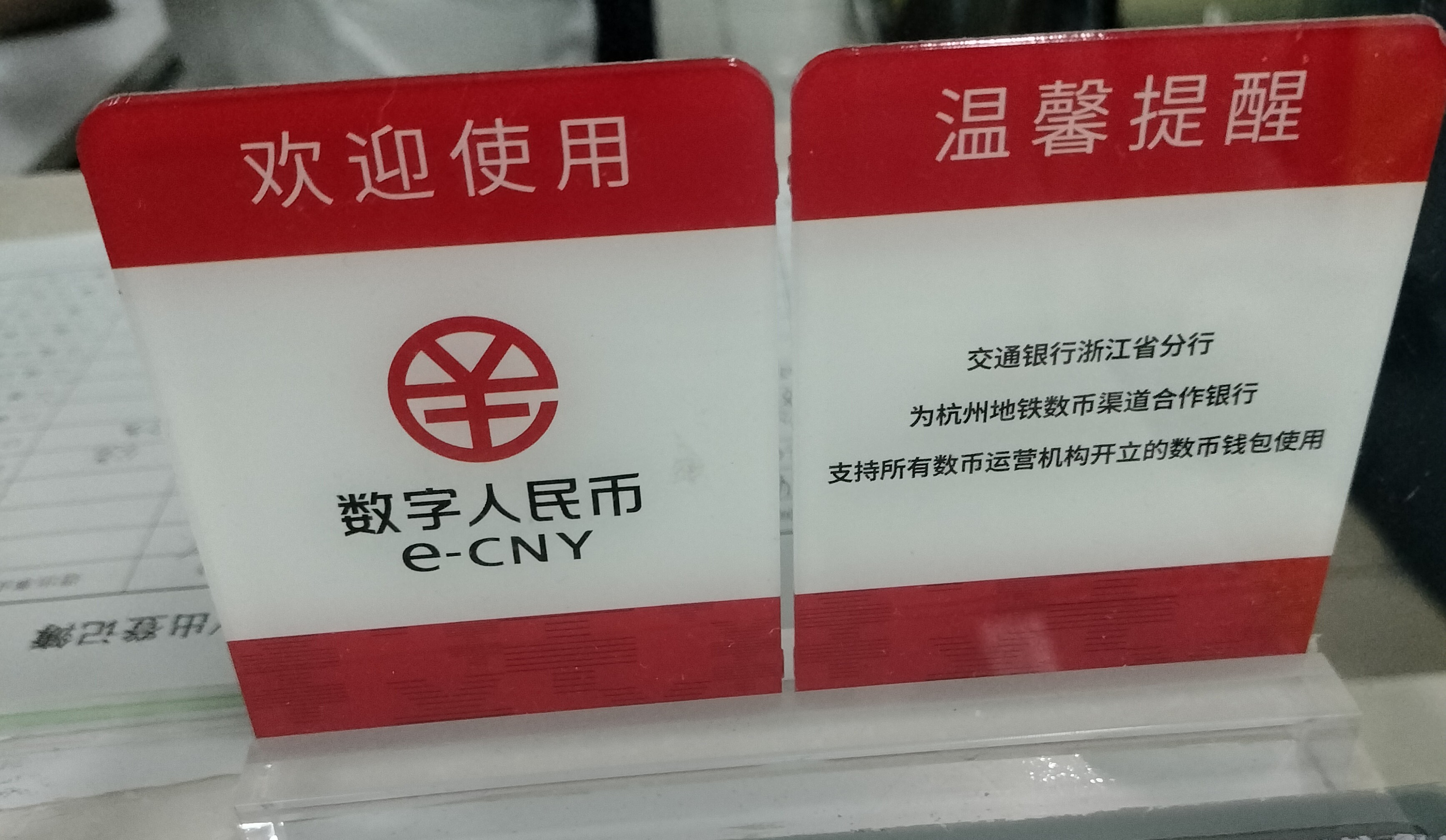
Un signe dans le métro Hangzhou Metro de promotion de l'acceptation du Yuan numérique, la première MNBC adoptée dans une économie majeure (Chine)

La monnaie numérique de banque centrale,, ou MNBC, est la forme numérique de l’argent fiduciaire, c'est une monnaie électronique provenant d'une banque centrale.
La « monnaie fiduciaire » étant une monnaie établie par la réglementation gouvernementale, l’autorité monétaire ou la loi. La MNBC est la représentation virtuelle de cette monnaie fiduciaire matérielle (familièrement désigné par « espèces » ou « liquide »), sans quelques-unes de ses caractéristiques, notamment l’anonymat. Plus simplement, c'est une pièce de monnaie dont la valeur serait représentée par un code chiffré au moyen d’un algorithme, à la place de son matériau physique. Comme une pièce de monnaie matérielle, la pièce codée est issue de la banque centrale, qui en amont a décidé de sa valeur. Comme la monnaie traditionnelle, cette pièce numérique peut être utilisée à peu près n’importe où, tant que le point de vente où l'on veut payer propose cette option. Les principaux avantages d'une MNBC sont qu'elle permet de payer de manière sécurisée et instantanée (grâce à une blockchain, ou non).
La MNBC est également appelée « monnaie fiduciaire numérique » ou « monnaie de base numérique », en anglais CBDC pour « Central Bank Digital Currency ».
La plupart des MNBC développées actuellement[Quand ?] par les pays du monde sont encore à l'état de test, mais une accélération s'est nettement fait sentir en 2020. Cela veut dire qu'un trait de design[Quoi ?] comme les modalités d'utilisation de la monnaie peuvent encore être modifiées en fonction des décisions. Cependant, des scénarios majeurs se dessinent : le paiement à l’aide d’un dispositif tel qu’un smartphone, et celui à l'aide d'une carte bancaire. Dans l'absolu, une monnaie numérique de banque centrale existe en parallèle des espèces (pièces ou billets). Ne dépendant pas des règlements interbancaires, elle permet d'effectuer des transactions sans délai et à toute heure.
Les MNBC peuvent être de deux natures : de détail, ou de gros. Celles de détail seraient adressées aux particuliers (entreprises ou ménages). Celles de gros seraient réservées aux intermédiaires financiers seuls, tels que les banques. Les États pourraient ainsi choisir de développer un de ces deux types de devises, les deux, tout comme ils pourraient n’en développer aucun.

## La création monétaire de la MNBC
Dans l’économie d’aujourd’hui[Quand ?], la monnaie est ainsi essentiellement scripturale (électronique ou dématérialisée) et la création monétaire est largement faite par les banques privées, par l’émission de crédits. Quand un crédit est accordé à une personne, sa banque crée l’argent par un simple jeu d’écriture dans un livre comptable. C'est ce qui constitue la plupart de nos transactions, puisque les paiements se font de plus en plus par voie dématérialisée. Selon Statista, en 2018, 67 % des Français préféraient payer par carte bancaire plutôt que régler leurs achats en ligne, par chèque ou en espèces. Selon plus des trois quarts des Hexagonaux, la carte de paiement est un moyen plus simple et rapide à utiliser que les espèces, dont l'utilisation est déclinante. Or, le cash seul est émis par la banque centrale (elle l'imprime) : c'est donc de l'argent public.
Comme leur nom l'indique, les MNBC sont émises par une banque centrale. Ce qui changerait, en pratique avec les MNBC, est que l'argent utilisé, scriptural comme fiduciaire, deviendrait de l'argent public. Dans un tel système, les institutions publiques ont l’entier monopole de l’argent. Cela ne veut pas dire que les banques commerciales peuvent disparaître. L’une des options est celle du compte courant directement hébergé par la Banque Centrale, avec un rôle secondaire des banques privées. On parle alors d’un ledger centralisé, qui s’oppose au ledger distribué (Distributed Ledger Technology, DLT) utilisé par exemple par le Bitcoin. Chaque individu aurait un compte à la banque centrale, et cette monnaie numérique serait un nouveau modèle de paiement pour transférer de l’argent d’un compte à un autre. Les implémentations proposées peuvent même décider du type de registre distribué.[réf. nécessaire]
Une autre option possible examinée est celle de la tokenisation de cette monnaie numérique de banque centrale, de façon similaire au bitcoin. Les banques commerciales pourraient également se voir donner le rôle d'intermédiaire, gérant les comptes, les portefeuilles électroniques et, si elles existent, les cartes de paiement en MNBC. C'est le choix de la Chine, dont la banque centrale émet sa MNBC et en délivre aux banques commerciales qui, en retour, émettent l’argent destiné aux entreprises et aux particuliers sous la forme d'un portefeuille numérique, auquel ils accèdent via une application mobile autorisée par la banque centrale.

## Technologies associées
Les MNBC, inspirées des cryptomonnaies et en reprennent les technologies, peuvent recourir à la blockchain et aux CLT (Centralized ledger technologies). Elles sont cependant différentes des monnaies virtuelles et des cryptomonnaies, qui ne sont pas émises par l’État et n’ont pas le statut d’appel d’offres légal[Quoi ?]déclaré par le gouvernement.
Ainsi, le choix du prototypage est un élément essentiel de la phase d'investigation pour une monnaie numérique. En septembre 2022, la Banque centrale européenne (BCE) dévoile les 5 entreprises sélectionnées pour participer au prototypage de son euro numérique : Amazon pour les paiements eCommerce, CaixaBank pour les paiements en ligne de pair à pair, Worldline pour les paiements hors ligne de pair à pair, EPI et Nexi pour les terminaux de paiements.
Libre à chaque pays de dessiner sa MNBC : la Chine n'utilise pas de blockchain, en revanche, la Lituanie, qui a lancé en juillet 2020 sa monnaie numérique, le LBCOIN, utilise la blockchain NEM. À la différence des blockchains privées des cryptomonnaies, une MNBC est entièrement contrôlée par la banque qui l’émet : elle utilise ainsi des blockchains « permissionnées », fonctionnant en général par preuve d’autorité, autorité localisée dans la banque centrale même.

## Histoire
L'intérêt des États pour les MNBC à la fin des années 2010 s'explique par la menace en termes de souveraineté monétaire que constituent les cryptomonnaies telles que le Bitcoin ou les monnaies privées comme le projet Diem de Facebook. Les MNBC se présentent ainsi comme une alternative, reprenant les avantages des cryptomonnaies (rapidité, sécurité et faible coût des transactions) mais pas leurs inconvénients, notamment les risques qu'elles font peser sur la stabilité financière. D'après un rapport d'information de l'Assemblée nationale, les cryptomonnaies reposent sur une technologie (la blockchain) conçue à l’origine « au service d’une pensée anarcho-libertarienne visant à s’extraire du carcan étatique en faisant l’expérience d’une monnaie virtuelle sans banque centrale, sans tiers de confiance, dont la masse monétaire serait fixée par un mécanisme informatique conçu par des acteurs privés », difficilement conciliable avec la souveraineté de l'État.
D’après une étude de l’Université de Cambridge, le nombre de détenteurs de cryptomonnaies dans le monde a augmenté de 189 % au premier trimestre 2020 par rapport à 2019. Selon une étude du Cambridge Centre for Alternative Finance parue, on compte, en septembre 2020, 191 millions de comptes ouverts sur les plateformes d’échange de cryptomonnaies, sans compter les portefeuilles numériques ou physiques privés,. Selon le gouverneur de la Banque centrale du Costa Rica, Rodrigo Cubero, les monnaies virtuelles privées adossées aux monnaies traditionnelles (les stablecoins, des cryptomonnaies soutenues par une monnaie nationale) pourraient potentiellement menacer la souveraineté monétaire des États, et se substituer aux monnaies nationales, comme le yuan, ou transnationales, comme l’euro numérique. Les États sont ainsi témoins des tentatives de décentralisation financière engagées par les crypto-monnaies, des nouveaux usages incessants des blockchains, et du récent intérêt des GAFA pour la monnaie numérique privée (notamment avec le développement de la Libra, rebaptisée Diem par Facebook). Menacés par les progrès liants finance et technologie, ils développent leurs propres monnaies numériques.

## Développement mondial
En janvier 2020, six grandes banques centrales, dont la Banque de France, la Banque du Japon, la Banque centrale européenne, la Banque nationale suisse et la Banque d'Angleterre, ainsi que la Banque des règlements internationaux ont lancé un groupe de recherche conjoint. La Réserve fédérale américaine a rejoint le groupe plus tard.

### Lituanie
C’est la Lituanie qui a été le premier pays d’Europe à lancer sa devise numérique, le LBCOIN. Elle permet d’échanger des tokens soit sur la blockchain privée de la Banque de Lituanie, soit sur la blockchain publique NEM.

### Chine
La Chine travaille depuis 2014 sur la MNBC. En 2017, elle crée le « Digital Currency Research Institute ». Depuis mai 2020, le pays intensifie ses recherches, jusqu'à organiser des loteries à Shenzhen et Suzhou, dont les prix sont en yuan numérique. De plus, un amendement a été déposé à la Banque Populaire de Chine afin de donner une existence légale à ce que le pays appelle DCEP (Digital Currency Electronic Payment). En janvier 2021, la Chine a mis en place les premiers distributeurs automatiques de yuan numérique.
En octobre 2021, 140 millions de portefeuilles étaient ouverts pour un total de 62 milliards de yuans. En janvier 2022, le directeur du département des marchés financiers de la Banque populaire de Chine annonce qu'il y avait déjà eu 87 565 milliards de yuans (13,78 milliards de dollars) de transactions pour un total de 261 millions de portefeuilles numériques personnels.

### Suède
En Suède, la MNBC est en phase de test depuis février 2020 et développe un projet de e-couronne (e-krona).

### BCE
En janvier 2021, la Banque centrale européenne annonce la mise en place d'un euro numérique d'ici 2026. D'octobre à décembre, l'Union européenne a tenu une consultation publique sur la MNBC, dont sont ressorties des tendances majeures dans les préoccupations de la population : la confidentialité, la sécurité, et la disponibilité de l'euro numérique. La notion de souveraineté monétaire, économique et technologique est très forte, dans le cas de l'Europe. L'euro numérique est en cours d'expérimentation en avril 2022.

### Ukraine
Le 6 janvier 2021, l'Ukraine choisit la blockchain Stellar pour sa MNBC, version numérique de la hryvnia.

### Japon
La banque centrale du Japon devait commencer à tester sa MNBC en 2021.

## Débats
La création de monnaies numériques de banque centrale n'est pas sans soulever différentes questions concernant les risques afférents :
Celles-ci ne sont pas sans risque, notamment en ce qui concerne l’utilisation et la sécurisation des données personnelles des utilisateurs. La généralisation des MNBC peut entraîner de facto une centralisation de toutes les données de paiement vers un point unique, la banque centrale. En 2022, la CNIL désigne le respect de la vie privée, comme l’un des principaux enjeux de l’euro numérique. Le Comité européen de la protection des données (CEPD) considère ainsi « qu’il est important que l’euro numérique soit protecteur de la vie privée dès sa conception (« privacy by design »). » La CNIL souligne la nécessité d’une limitation des risques de traçage. Pour elle,  « l’identification des utilisateurs ne doit pas excéder ce qui est strictement nécessaire au respect des obligations réglementaires des seules entités concernées ».